# Joint

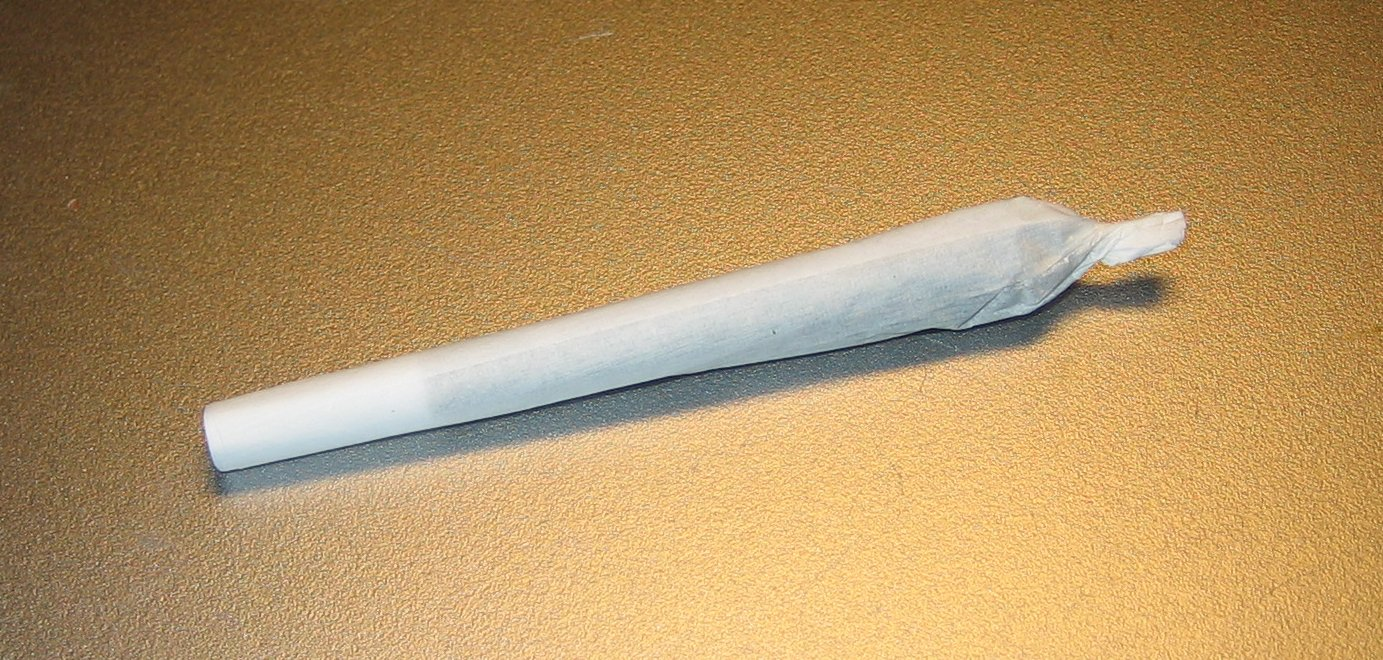
Een dichtgeplakte joint

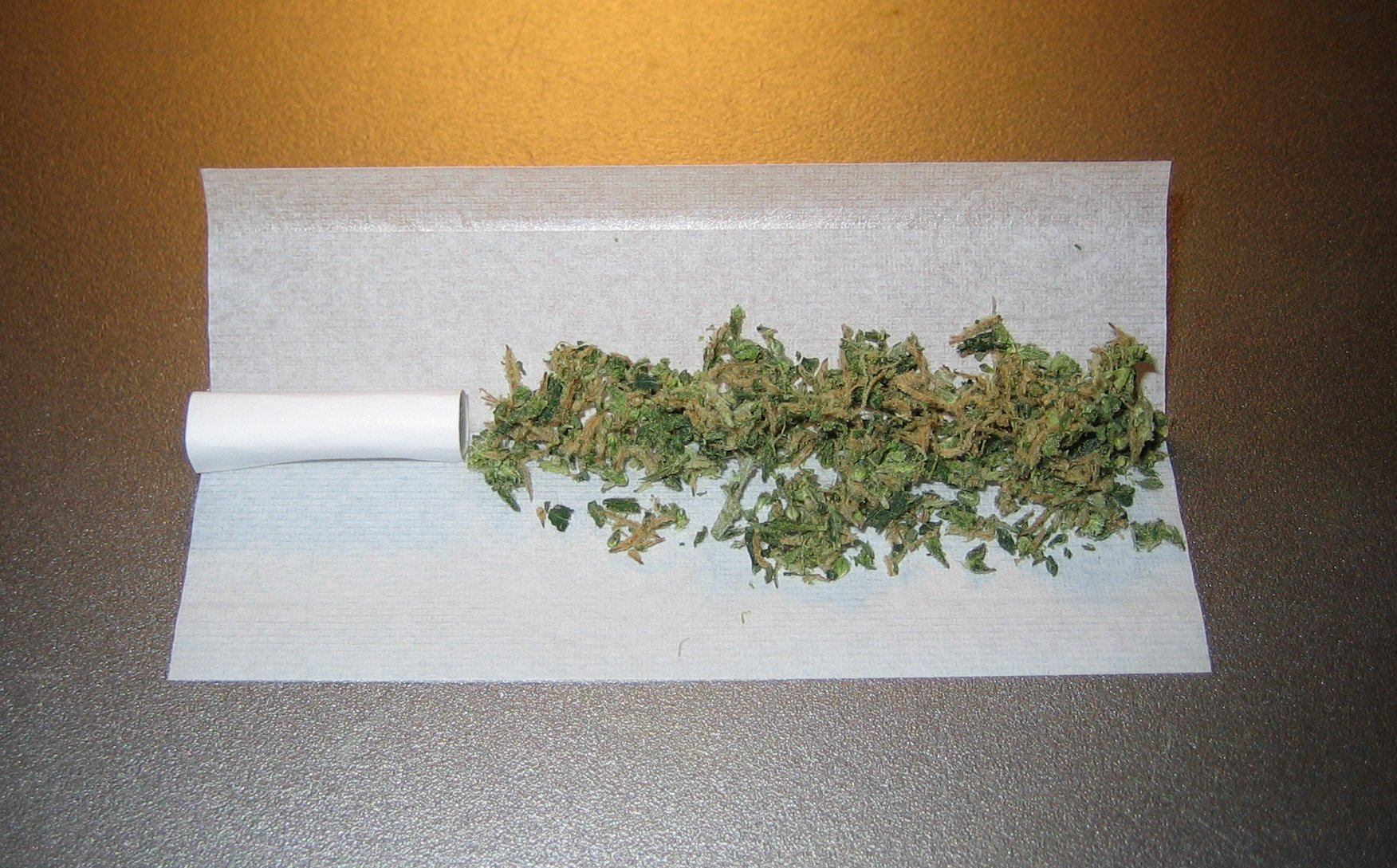
De benodigdheden voor een joint

Een joint is een met cannabis samengestelde sigaret. Deze wordt gemaakt van een stuk (rijst)vloeipapier, een 'tip' (een opgerold stukje karton), tabak (shag of sigaret) en wiet en/of hasj. De hasj of wiet wordt vóór het draaien in de joint verkruimeld. 
Bij hasj wordt hierbij soms een aansteker gebruikt om de hasj zacht te maken. Ook kan een grinder worden gebruikt om alles in één keer te verkruimelen, inclusief de tabak.
De naam is een afleiding van het Engelse werkwoord join, dat onder andere "samenvoegen" betekent.

## Gebruik
Het vloeipapier wordt om de gemengde shag en marihuana heen gerold. Aan het uiteinde wordt de 'tip' geplaatst, zodat men de gehele joint op kan roken zonder de lippen te verbranden. Verder houdt de tip kleine shag- en wietdeeltjes tegen en filtert deze een kleine hoeveelheid van de teer uit de rook. Hierdoor koelt de rook af, afhankelijk van hoe de tip is gevouwen. 
Nadat de joint dichtgeplakt is, wordt deze aan het uiteinde beetgepakt en zachtjes tussen de vingers geschud of met de tip op het tafelblad getikt. Dit zorght dat het tabakmengsel zakt, hierdoor dus iets strakker wordt, en beter zal branden. Vervolgens wordt het resterende papier aan de bovenkant van de joint vaak in een sliertje gedraaid (zie afbeelding), dat verbrand wordt.
Als vloeipapier wordt vaak speciale vloei gebruikt die langer is dan doorsnee vloei. Als dit niet voorhanden is, worden ook weleens verschillende 'normale' vloeitjes aan elkaar geplakt, vaak van rijstpapier. Een veelgebruikte techniek is het aan elkaar plakken van meerdere vloeitjes in een L- of F-vorm. Daarvoor zijn namen in zwang als 'deux-feuilles', 'elletje', 'winkelhaak', 'F-je', 'big-L', 'big-F' en 'big flew'.
Er zijn verschillende soorten lange vloei: 'slim-size' vloei waarbij de vloei slechts een klein stukje breder (van plakrand naar de niet-plakrand kant) is dan een normaal vloeitje; 'kingsize-vloei', waarbij de vloei een redelijk stuk breder is; en 'rol-vloei', vloei die kan worden gekocht in een rol van vaak 1 of meer meter en op de gewenste lengte afgescheurd en gebruikt om de joint te draaien.

## Alternatieve vormen

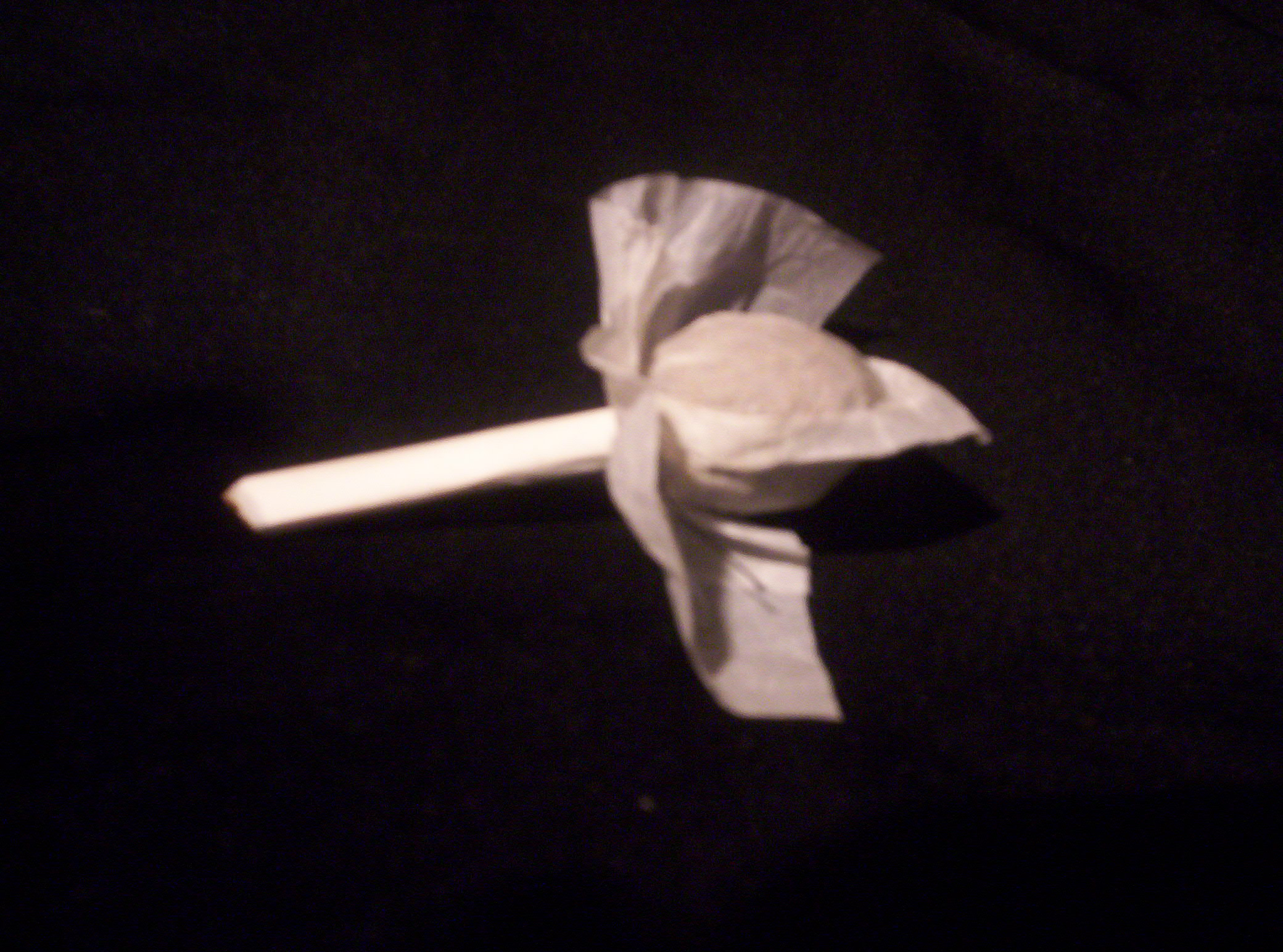
Een tulp

- Bij een tulp wordt de flap van een pakje vloei in de lengterichting opgerold. Daarna wordt (doorgaans van kleine vloei) een vierkant gemaakt van waaruit een soort patatzak wordt gemaakt door deze diagonaal te vouwen en te plakken. In dit zakje wordt meestal wiet gedaan. De bovenkant wordt dichtgedaan en aan het filter bevestigd met een touwtje of anderszins bevestigd. Ter decoratie wordt soms gebruikgemaakt van blaadjes aan de tip.
- Sommigen draaien hun joint binnenstebuiten, ook bekend als Hollandaise, inside-out, Inchie (op z'n Engels), het ommetje of vlaggetje. Hierbij wordt de lange vloei op de kop met de plakrand naar beneden toe gelegd. Tip, shag en wiet gaan hierop. Hierna wordt de joint dichtgerold en wordt vanaf de buitenkant de plakrand nat gelikt. Daarna blijft er een 'loos' stuk vloei over wat voorzichtig afgescheurd of verbrand wordt. Zo wordt er zo min mogelijk vloei gerookt en dat wordt als smaakvoller ervaren.
- In Brussel en Antwerpen rollen de rokers hun hasjsigaret met een 'marocain-filter'. Dit is een filter gemaakt door het bovenste stuk van een 'regular' sigaret af te scheuren. Dit is om meer gefilterd en op een trager tempo te roken, de hasj kan op deze manier rustiger branden.
- Een aanvulling op dit gebruik is de 'brammocain-filter', waarbij men tabak met een reepje karton omhult en dit als tip gebruikt. De werking van de brammocain is identiek aan die van de marocain, maar hij is handiger voor gebruikers van roltabak.
- Nog een gebruikte filter in het Brusselse is de vooral door jongeren toegepaste 'Bagatelle', een filter van een gewone sigaret waaraan een klein beetje tabak is gelaten. Vervolgens wordt het witte gedeelte dat in het filter zit, verwijderd, gehalveerd en er terug in gestoken, om een hogere zuurstoftoevoer te verkrijgen en een selectief filterende werking te hebben.
- Soms wordt wiet of hasj ook wel in een sigaret gerookt. Hierbij wordt de sigaret voorzichtig ontdaan van zijn tabak en zijn filter, zonder dat het papier scheurt. Daarna wordt de wiet of hasj met de tabak vermengd, en wordt het mengsel weer voorzichtig terug in de sigaret gestopt met een 'tip' aan de kant van de filter zat. Zo'n sigaret kan ook gemaakt worden met vermengde tabak en cannabis gestopt in een hulzenstopper, ook bekend als 'klikker' of 'klikapparaat'. Men kan dan een lege sigarettenhuls om de tabak-cannabis mix heen trekken of de mix in de huls schuiven (afhankelijk van werking van de hulzenstopper). Zo'n sigaret heet een 'secret agent' of 'soldaatje', omdat men van de buitenkant niet kan zien dat er wiet of hasj in zit. Sommige mensen kiezen ervoor om hun wiet (of hasj) zo te roken om de indruk te wekken dat ze enkel een 'gewone' sigaret roken. Een secret agent draaien zonder hulzenstopper kost echter wel veel tijd, met als resultaat een relatief kleine 'joint'. Dit is daarom geen veelgebruikte methode.
- Wiet of hasj wordt ook wel gerookt in vloei van tabak. Dit heet een 'blunt'.
- Een 'stickie' is een 'pure' joint, waarbij de wiet en/of hasj zonder toevoeging van tabak in een vloeitje met 'tip' gerold wordt. Deze benaming wordt ook gebruikt om te duiden op een normaal of binnenstebuiten gedraaide joint.
- Er zijn ook verschillende manieren van 'tips' draaien, zoals de M, Z en V tips. Deze zijn gevouwen door de 'tip' aan 1 kant in de vorm van de letter te vouwen en dan de rest van de 'tip' eromheen rollen. In dit geval is een M-tip 4 keer gevouwen, een Z-tip 3 keer en een V-tip 2 keer. Ook is er het 'spiraal(tje)', een tip gerold in een spiraal. Als men de spiraal te strak oprolt kan er een 'teertip' ontstaan, dat is een ophoping van teer in de 'tip' doordat de lucht-openingen in de 'tip' te klein zijn om de teer door te laten. Daarnaast kan men er ook voor kiezen om een hoekje uit de tip te scheuren (aan de kant die in het midden van de opgerolde 'tip' komt) voordat deze wordt opgerold. Als de roker er een hoekje uitscheurt en een spiraaltje draait, ontstaat wat ook wel 'het gaskamertje' wordt genoemd. Zie tip.

## Gezondheidsrisico's
Sigarettenrook bevat ruim 4000 giftige tot zeer giftige stoffen. Het totale gehalte aan die stoffen wordt echter geschat op 100.000, de aangetoonde giftige stoffen maken ongeveer 95% van het volume uit. Roken geeft een beduidend hogere kans op rookverslaving en vele ziekten en aandoeningen dan wanneer men niet rookt. Uit onderzoek blijkt dat het roken van joints op zich niet schadelijker is voor de gezondheid dan het roken van 'normale' tabak, maar dat de manier waarop het gebruikt wordt wel schadelijker is. Veel mensen denken dat als men de rook langer inhoudt, men meer THC opneemt, maar dat is niet juist. Door het diep inhaleren en het lang vasthouden van de rook wordt anderhalfmaal meer teer afgezet in de longen dan normaal. Diep inhaleren en lang vasthouden heeft geen enkel effect op de uiteindelijke 'high'-toestand. THC wordt binnen 2 tot 3 seconden voor 95% via de longen in het bloed opgenomen. Uit onderzoek van tabaks- en cannabisrook is gebleken dat beide praktisch evenveel koolmonoxide, tolueen en benzeen bevatten.
Het gebruik van cannabis verhoogt de kans om op latere leeftijd een psychotische stoornis te ontwikkelen. Bij mensen met genetische aanleg hiervoor is de kans groter. Langdurig gebruik kan leiden tot verlies van aandacht en geheugenproblemen.
Ongeveer 9% van de gebruikers ontwikkelt een bepaalde mate van afhankelijkheid.

## Verspilling

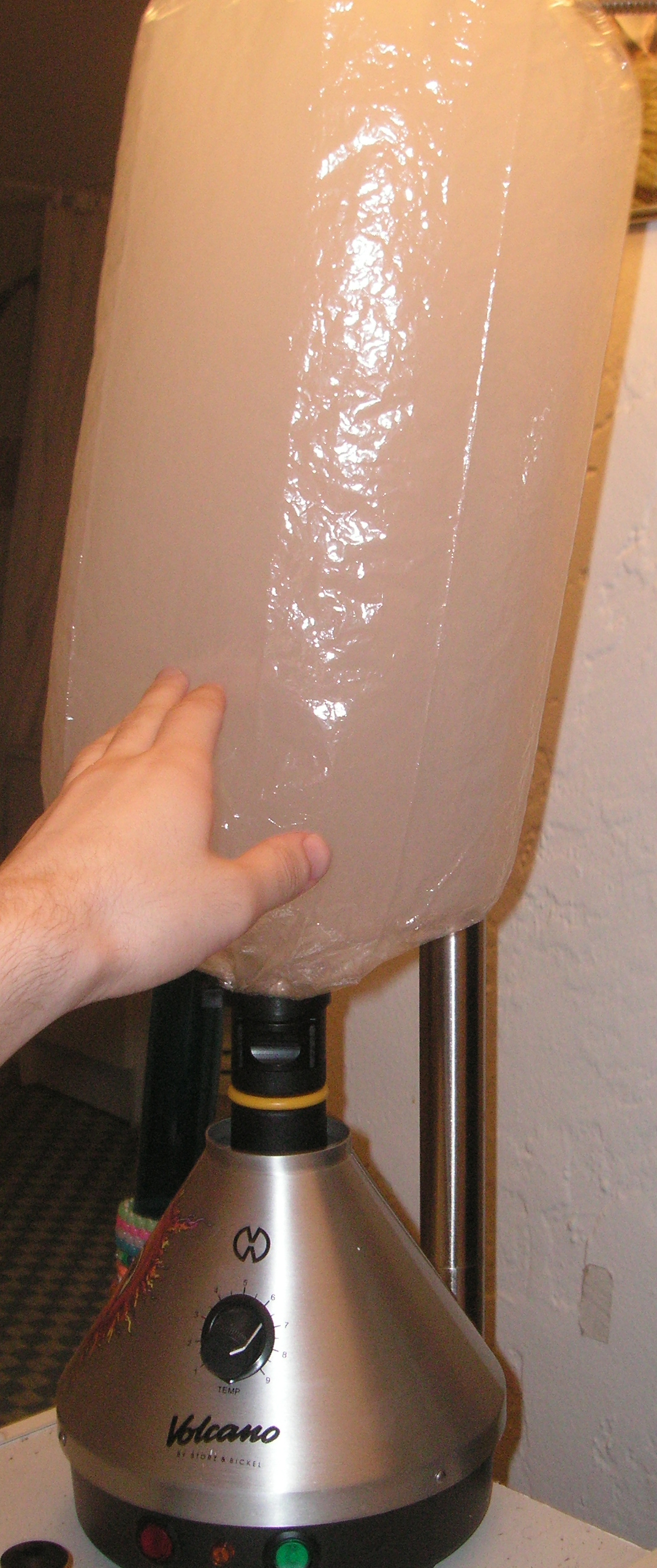
Volcano Vaporizer

Het roken van cannabis in joints wordt door sommigen gezien als verspilling van wiet. Zij vinden dat wiet gerookt door een pijp, waterpijp of bong of vaporizer beter tot zijn recht komt.
Ook het roken van sticks (pure wiet) wordt wel als verspilling gezien. Dit vanwege het feit dat bij elke 'haal' slechts een bepaalde hoeveelheid THC kan worden opgenomen door de longen, en die hoeveelheid is minder dan in 1 haal van een stickie aanwezig is.
Bij het 'openhalen' van een joint haalt men elk stukje wiet eruit en gaat dan verder zoeken naar andere joints totdat er genoeg is voor een Pretshaggie. De gevonden wiet en wat van eigen shag worden vervolgens samengerold tot een normaal shaggie. Deze manier van blowen wordt ook wel Bukwiet of Pretsnak genoemd. Het is vaak niet de beste kwaliteit en de wiet heeft veel teer opgevangen waardoor er sneller longkanker en een vieze teersmaak kan ontstaan.

## Effect
Bij recreatief gebruik kan het op twee verschillende manieren een uitwerking hebben op de geest.
HighDit geeft de gebruiker een gevoel van blijheid en euforie. Ook kan de gebruiker zeer vrolijk worden, kan niet stilzitten, of is juist heel rustig. Ook komt het voor, vooral bij pubers, dat ze erg opgewonden worden. Elk van deze dingen zijn echter alleen mogelijkheden, niet iedereen die high is doet dit. Dit effect wordt meestal behaald na het roken van Sativa-soorten.
StonedDit geeft de gebruiker een sloom en duf gevoel. Bewegingen worden zwaar, ledematen voelen zwaar aan (zwaar als steen, vandaar 'stoned'). Ook kan er moeite met praten optreden, omdat ook deze spieren zich ontspannen. Het stoned zijn is een soort chemisch gedwongen ontspanning van de spieren, die zelfs bij het willen bewegen 'niet meewerken'. De persoon bevindt zich in een soort roes, en kan in sommige (uiterste) gevallen zelfs hallucinaties hebben. Wanneer men over een langere periode steeds meer gebruikt, kan men stoneder worden dan wat de meeste mensen als 'stoned zijn' ervaren. In dit geval wordt er in veel kringen gesproken van 'über-stoned zijn'. Dit effect wordt meestal behaald na het roken van Indica-soorten maar wordt tevens veroorzaakt door de dempende werking van nicotine bij het roken van een mengsel tabak en cannabis.
Ook zijn er diverse andere effecten. Deze kunnen onder andere zijn:
- Droge mond (dorst)
- Rode ogen
- Moeite met bewegen (slingeren, omvallen)
- Honger (Nederlands: vreetkick, Engels: The Munchies, West-Vlaams: boefkick)
- Lachkick (onbeheerst lachen)
- Paranoia
- Onverschilligheid

## Alternatieve benamingen voor joint
Er zijn vele alternatieve benamingen voor een joint, waarvan een aantal slechts regionaal of plaatsgebonden gebruikt wordt. De bekendste zijn: stickie; jonko; pretsigaret; blow(tje); zueen(ed) (spreek je uit als zhjuen(ed)); kali; (dikke) toeter; J (uitgesproken als Jay); bamba of baap.